# Gomphaceae
Famille
Les Gomphaceae sont une famille de champignons basidiomycètes de l'ordre des Gomphales, comprenant environ une douzaine de genres.

## Liste des genres
Selon BioLib (13 janvier 2019) :
- genre Araeocoryne Corner

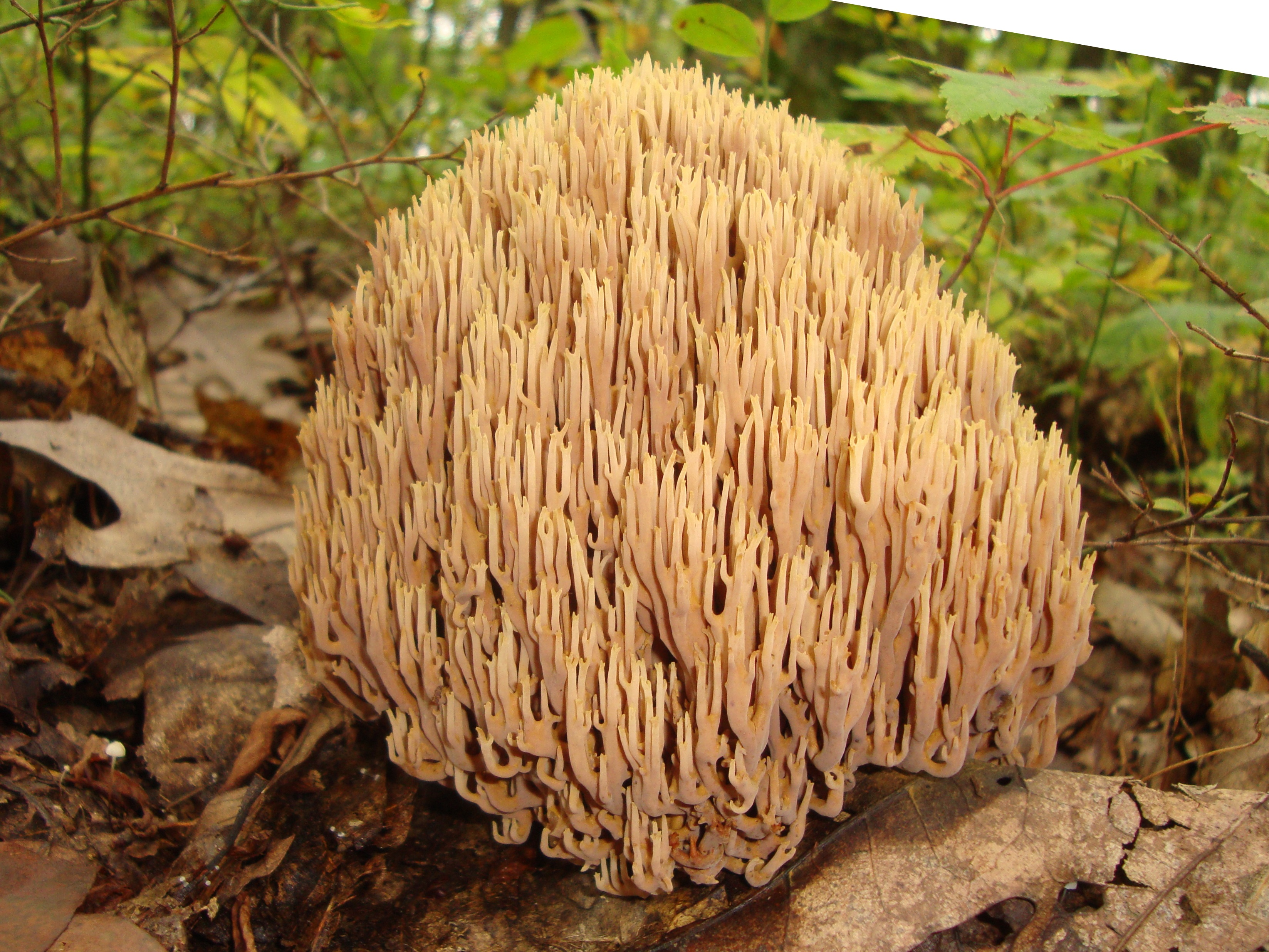
Le genre Ramaria.

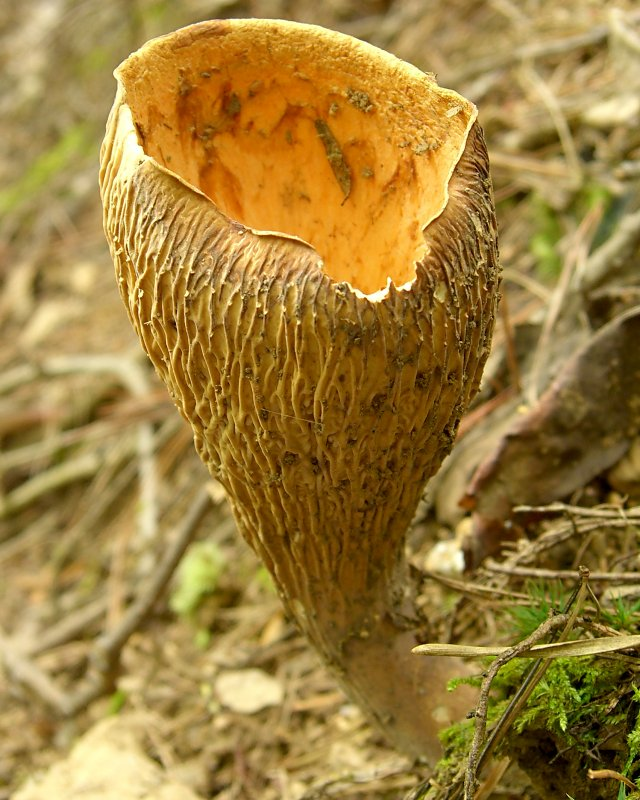
Le genre Gomphus.

- genre Ceratellopsis Konrad & Maubl.
- genre Delentaria Corner
- genre Destuntzia Fogel & Trappe
- genre Gautieria Vittad.
- genre Gloeocantharellus Singer
- genre Gomphus Pers.
- genre Protogautieria A.H. Sm.
- genre Pseudogomphus R. Heim
- genre Ramaria Fr. ex Bonord.
- genre Ramaricium J. Erikss.
- genre Terenodon Maas Geest.

Selon NCBI (13 janvier 2019) :
- genre Austrogautieria
- genre Beenakia
- genre Chaetotyphula
- genre Clavariadelphus
- genre Gloeocantharellus
- genre Gomphus
- genre Kavinia
- genre Lentaria
- genre Phaeoclavulina
- genre Ramaria
- genre Ramaricium
- genre Turbinellus